# فوج الشرطة العاشر
فوج الشرطة العاشر من قوات الأمن الخاصة ( (بالألمانية: SS-Polizei-Regiment 10) قوات الشرطة في البداية تم تسمية فوج الشرطة العاشر ( Polizei-فوج 10 ) عندما تم تشكيله في عام 1942 من خلال إعادة تصميم فوج الشرطة الجنوبية للحرب الأمنية في الاتحاد السوفيتي المحتل. تم إعادة تصميمه كوحدة SS في أوائل عام 1943.

## تشكيل وتنظيم
تم طلب فوج تم تشكيله في يوليو 1942 في جنوب روسيا من فوج الشرطة الجنوبية.  أعيد تصميم كتيبة الشرطة 45 وكتيبة الشرطة 303 وكتيبة الشرطة 314 لتكون أول فوج من خلال الكتيبة الثالثة على التوالي.  تم إعادة تصميم جميع أفواج الشرطة كوحدات شرطة SS في 24 فبراير 1943، مع الاحتفاظ بتنظيمها الحالي وقوتها.  في 11 مارس ، تم تشكيل السرية العاشرة للشرطة بانزر بفصيلتين من السيارة الفرنسية بانهارد 178 المدرعة السابقة وفصيل من الدبابات السوفيتية التي تم الاستيلاء عليها، ولكن لم يكن هناك دبابات متاحة. تم نقل السرية إلى روسيا للانضمام إلى فوج بعد ذلك بوقت قصير. وقد تم إرفاقه بفوج شرطة SS الحادي عشر في يونيو / حزيران ولم يعد إلى الفوج العاشر.  في يوليو 1944، تمركز الفوج في شرق إيطاليا وسلوفينيا للقيام بعمليات أمنية وتم تعزيزه بواسطة بطارية مدفعية وسرب من سلاح الفرسان.